# Standard E-1
Standard E-1 byl americký stíhací jednomotorový dvouplošník smíšené konstrukce z období I. světové války, určený k obraně vlastního území Spojených států.

## Vývoj
Vývoj jednomístného stíhacího letounu byl zahájen v roce 1917, stavba dvou prototypů započala na podzim téhož roku. Pohon zajišťoval rotační devítiválec Le Rhône 9C o výkonu 59 kW, který roztáčel dvoulistou vrtuli. Výzbroj tvořil jeden synchronizovaný kulomet Marlin ráže 7,62 mm, instalovaný vlevo před kokpitem. Na druhé straně horní části trupu mohl být umístěn fotokulomet.
Továrna Standard ze státu New Jersey oba letouny předala v lednu 1918. Během testů bylo nutné překonstruovat ocasní plochy, především odstraněním aerodynamického vyvážení ze směrového kormidla, kýlovka pak dostala trojúhelníkový obrys.

## Nasazení
V létě roku 1918 americké letectvo objednalo 98 sériových kusů, z nichž prvních 60 E-1 začalo přebírat v listopadu 1918. Již v srpnu byly objednány 33 kusy s rotačním devítiválcem Gnome 9B silnějším o 74 kW. Dalších 75 exemplářů bylo dodáno s původními pohonnými jednotkami Le Rhône.
Do služby se tak Standard E-1 dostal v samém závěru války a vzhledem k slabým výkonům obou motorů byl ihned převeden k pokračovacímu výcviku pilotů.

## Specifikace

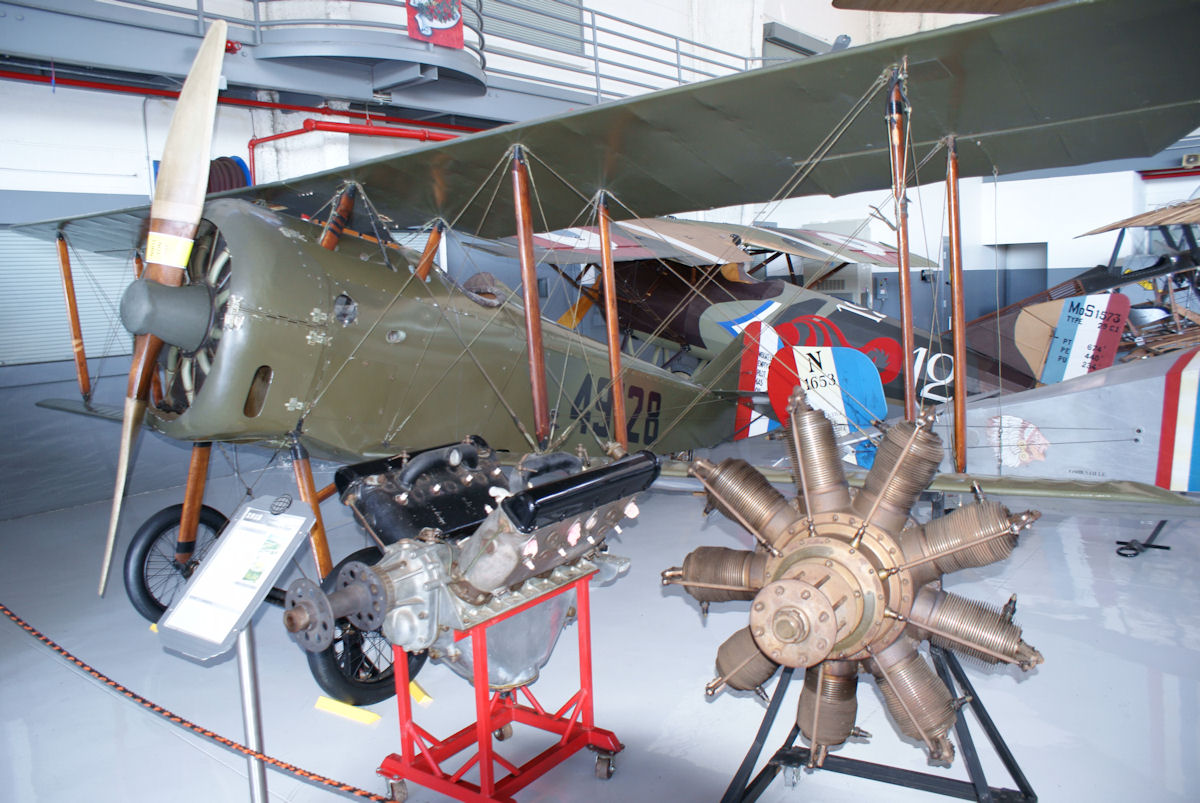
Standard E-1

Údaje platí pro E-1 s motorem Le Rhône 9C

### Technické údaje
- Rozpětí: 7,32 m
- Délka: 5,74 m
- Výška: 2,39 m
- Hmotnost prázdného letounu: 375 kg
- Vzletová hmotnost: 523 kg

### Výkony
- Maximální rychlost u země: 161 km/h
- Maximální rychlost ve 3050 m: 137 km/h
- Výstup do 1525 m: 10,0 min
- Výstup do 3050 m: 22,33 min
- Dostup: 4510 m
- Vytrvalost: 2,5 h